# Oops! I Did It Again: The Best of Britney Spears
Az "Oops! I Did It Again: The Best of Britney Spears" Britney Spears amerikai énekesnő egyik válogatáslemeze. 2012 június 15-én jelent meg a Sony Music Camden gondozásában. Az album leginkább az énekesnő korai kislemezeit és bónusz számait tartalmazza olyan albumokról, mint …Baby One More Time, Oops!… I Did It Again, Britney, In the Zone és Circus. Az album ismeretlen okok miatt csak az Egyesült Államokban nem jelent meg.

## Kritika
Stephen Thomas Erlewine (az AllMusic-tól) szerint nem a legjobb válogatásalbum, hozzátette hiányolja az olyan slágereket, mint például (You Drive Me) Crazy, Toxic.

## Dallista
| No.           | Cím                                   | Szerző                                                                                        | Album                   | Hossz |
| ------------- | ------------------------------------- | --------------------------------------------------------------------------------------------- | ----------------------- | ----- |
| 1.            | Oops!… I Did It Again                 | - Max Martin - Rami Yacoub                                                                    | Oops!… I Did It Again   | 3:34  |
| 2.            | …Baby One More Time                   | Martin                                                                                        | …Baby One More Time     | 3:31  |
| 3.            | "I’m a Slave 4 U"                     | - Charles Edward Hugo - Pharrell Williams                                                     | Britney                 | 3:26  |
| 4.            | "Born to Make You Happy" (Radio Edit) | - Kristian Lundin - Andreas Carlsson                                                          | ...Baby One More Time   | 3:36  |
| 5.            | "Cinderella"                          | - Britney Spears - Martin - Yacoub                                                            | Britney                 | 3:40  |
| 6.            | "Brave New Girl"                      | - Spears - Kara Dioguardi - Brian Kierulf - Joshua Schwartz                                   | In the Zone             | 3:29  |
| 7.            | "The Hook Up"                         | - Spears - Penelope Magnet - Christopher Stewart - Thabiso Nikhereanye                        | In the Zone             | 3:55  |
| 8.            | "Don't Hang Up"                       | - Spears - Kierulf - Schwartz                                                                 | In the Zone             | 4:00  |
| 9.            | "One Kiss from You"                   | Steve Lunt                                                                                    | Oops!... I Did It Again | 3:24  |
| 10.           | "Anticipating"                        | - Spears - Kierulf - Schwartz                                                                 | Britney                 | 3:16  |
| 11.           | "What It's Like to Be Me"             | - Wade J. Robson - Justin Timberlake                                                          | Britney                 | 2:52  |
| 12.           | "My Baby"                             | - Spears - Guy Sigsworth                                                                      | Circus                  | 3:20  |
| 13.           | "Out from Under"                      | - Arnthor Birgisson - Wayne Hector - Shelly Peiken                                            | Circus                  | 3:55  |
| 14.           | "You Got It All"                      | Rupert Holmes                                                                                 | Oops!... I Did It Again | 4:11  |
| 15.           | "Showdown"                            | - Spears - Cathy Dennis - Henrik Jonback - Christian Karlsson - Rich Tapper - Pontus Winnberg | In the Zone             | 3:18  |
| 16.           | "That's Where You Take Me"            | - Spears - Kierulf - Schwartz                                                                 | Britney                 | 3:34  |
| Teljes hossz: | Teljes hossz:                         | Teljes hossz:                                                                                 | Teljes hossz:           | 57:02 |

## Megjelenési dátumok
| Country        | Date                | Format             | Label                    |
| -------------- | ------------------- | ------------------ | ------------------------ |
| Spain          | 2012. június 15.    | Digitális letöltés | Sony Music Entertainment |
| United Kingdom | 2012. június 18.    | CD                 | Sony Music Entertainment |
| Canada         | 2012. június 19.    | CD                 | Sony Music Entertainment |
| France         | 2012. július 2.     | CD                 | Sony Music Entertainment |
| Germany        | 2012. augusztus 24. | CD                 | Sony Music Entertainment |
| Greece         | 2012. augusztus 24. | CD                 | Sony Music Entertainment |